# Glansfugle
Glansfugle også kaldet jacamarer (Galbulidae) er en familie af fugle.
Familie Glansfugle Galbulidae
- Slægt: Galbalcyrhynchus
  - Hvidøret jacamar, Galbalcyrhynchus leucotis
  - Kastaniejacamar, Galbalcyrhynchus purusianus
- Slægt: Brachygalba
  - Mørkrygget jacamar, Brachygalba salmoni
  - Gråhovedet jacamar, Brachygalba goeringi
  - Brun jacamar, Brachygalba lugubris
  - Hvidstrubet jacamar, Brachygalba albogularis
- Slægt: Jacamaralcyon
  - Tretået jacamar, Jacamaralcyon tridactyla
- Slægt: Galbula
  - Gulnæbbet jacamar, Galbula albirostris
  - Blåhalset jacamar, Galbula cyanicollis
  - Rødhalet jacamar, Galbula ruficauda
  - Grønhalet jacamar, Galbula galbula
  - Kobberjacamar, Galbula pastazae
  - Blåpandet jacamar, Galbula cyanescens
  - Hvidhaget jacamar, Galbula tombacea
  - Purpurjacamar, Galbula chalcothorax
  - Bronzejacamar, Galbula leucogastra
  - Paradisjacamar, Galbula dea
- Slægt: Jacamerops
  - Kæmpejacamar, Jacamerops aureus